# بينتوريكيو
بينتوريكيو (بالإيطالية: Pinturicchio)‏ (نحو 1454 - 1513 م) هو رسام إيطالي.
عٌرف بغزارة إنتاجه، ومن أشهر أعماله: «بينيلوبا جالسة إلى نولها» و«القيامة».

## روابط خارجية
- بينتوريكيو على موقع الموسوعة البريطانية (الإنجليزية)